# Hachinohe
Hachinohe (jap. 八戸市 Hachinohe-shi) – miasto w Japonii, w prefekturze Aomori, w północno-wschodniej części wyspy Honsiu, nad Oceanem Spokojnym. Miasto ma powierzchnię 305,56 km². W 2020 r. mieszkało w nim 223 415 osób, w 95 422 gospodarstwach domowych  (w 2010 r. 237 615 osób, w 91 726 gospodarstwach domowych) .
W mieście rozwinął się przemysł rybny, chemiczny, cementowy, celulozowo-papierniczy oraz włókienniczy.